# La Silleta

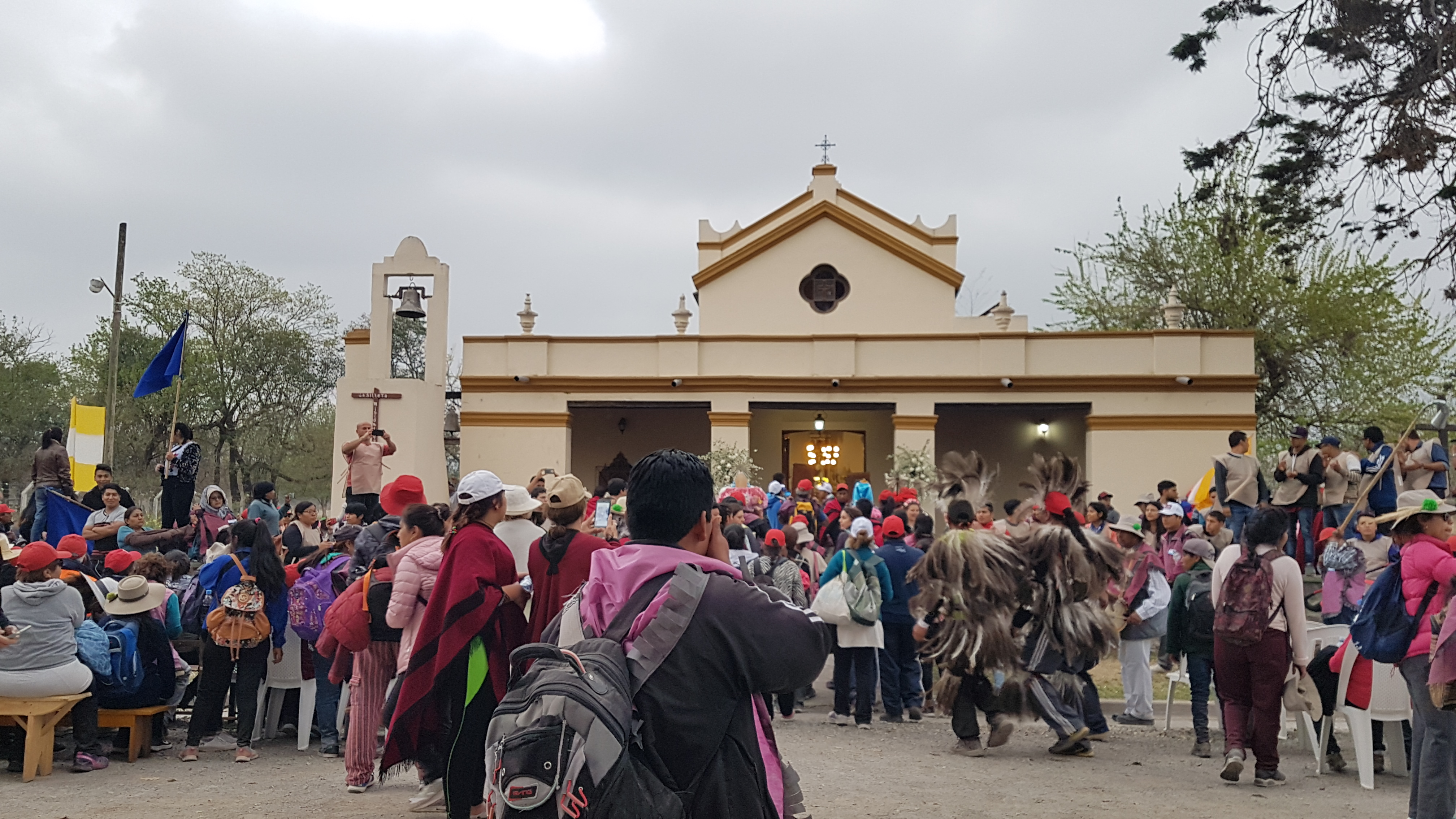
Iglesia Inmaculada Concepción.

La Silleta es una localidad argentina de la provincia de Salta, ubicada en el departamento Rosario de Lerma. 
La Silleta es un pueblo muy antiguo, es tan antiguo que algunos investigadores aproximan su existencia a la fundación de la ciudad de Salta en la época del virreinato. El virrey Francisco de Jesús Toledo, quien gobernaba esta parte en nombre del Rey, ordena la fundación de La Silleta por considerar ese lugar importante y estratégico por su ubicación geográfica para el comercio con el Alto Perú. La Silleta fue en épocas del virreinato la llave de comunicación, un punto de encuentro, el paso obligado de todos los viajeros, los comerciantes en su ruta al Perú o a Chile y para los que iban o venían del sur. Con respecto a la Iglesia ubicada en la Silleta, nos dice la historia que los hermanos Juan y Miguel Reimundin hacen la donación de una parcela de tierra para que se construya en el mismo la iglesia de La Silleta el 2 de noviembre de 1898. El señor Leopoldo Romer el 30 de marzo de 1905 dona el terreno que está ubicado al lado de la iglesia en forma perpetua. Según datos históricos la iglesia siempre estuvo ubicado en el mismo lugar.
Se encuentra ubicada sobre la Ruta Nacional 51.

## Población
Contaba con 1,256 habitantes (Indec, 2001), lo que representa un incremento del 84,7% frente a los 680 habitantes (Indec, 1991) del censo anterior.

## Sismicidad
La sismicidad del área de Salta es frecuente y de intensidad baja, y un silencio sísmico de terremotos medios a graves cada 40 años